# Tylecodon kritzingeri
Tylecodon kritzingeri ist eine Pflanzenart der Gattung Tylecodon in der Familie der Dickblattgewächse (Crassulaceae).

## Beschreibung
Tylecodon kritzingeri wächst aus einer knolligen Basis mit bis zu 3 Zentimeter Durchmesser als kletternder und wenig verzweigter Strauch und wird bis zu 100 Zentimeter hoch. Die knolligen Wurzeln sind länglich und erreichen bis zu 1 Zentimeter im Durchmesser. Die aufsteigenden Triebe sind grau und mit dunklen Streifen versehen. Sie werden 3 bis 4 Zentimeter im Durchmesser groß. Die linealischen bis linealisch-elliptischen Blätter werden 2 bis 4 Zentimeter lang und 2 bis 4 Millimeter breit. Sie sind kahl, grün gefärbt und stehen ausgebreitet. Die stumpfen oder zugespitzten Blattspitzen sind oft zurückgebogen oder zurückgeschlagen und werden als Kletterhilfe benutzt. Die Blattoberseite ist gefurcht, die Unterseite konvex geformt. 
Der Blütenstand wird durch ausgebreitete und bis zu 20 Zentimeter hohe Thyrsen mit je 1 bis 3 Monochasien und jeweils 1 bis 3 ausgebreiteten bis aufrechten Einzelblüten gebildet. Der Blütenstandstiel wird bis 18 Zentimeter lang und erreicht einen Durchmesser von 1,5 Millimeter. Der Stiel der Einzelblüten wird 1,2 bis 2 Zentimeter lang. Die dreieckig-lanzettlichen und kahlen Kelchblätter sind zugespitzt und werden 5 Millimeter lang und 2 Millimeter breit. Die röhrige Kronröhre wird 20 Millimeter lang und hat an der Basis einen Durchmesser von 4 Millimeter, der sich zum Schlund hin auf 7 Millimeter erweitert. Die ausgebreiteten und später zurückgebogenen Zipfel sind zugespitzt und werden 8 bis 10 Millimeter lang und 4 Millimeter breit. Sie sind an der Oberseite dunkel kastanienbraun bis rötlich gefärbt. 

## Systematik und Verbreitung
Tylecodon kritzingeri ist in Südafrika in der Provinz Nordkap in der Sukkulenten-Karoo verbreitet. Die Erstbeschreibung erfolgte 1983 durch Ernst Jacobus van Jaarsveld.